# Осила
Осила — малая река в Ишимбайском районе Башкортостана, правый приток Алагузлы. Длина около 4,2 км. Начинается на западном склоне горы Акмурун. Протекает по хребту Липовые горы.